# (200211) 1999 TK144
(200211) 1999 TK144 es un asteroide perteneciente al cinturón interior de asteroides descubierto por LINEAR el 7 de octubre de 1999 desde el Laboratorio Lincoln.

## Designación y nombre
Designado provisionalmente como 1999 TF144.

## Características orbitales
1999 TK144 está situado a una distancia media de 1,986 ua, pudiendo alejarse un máximo de 2,086 ua y acercarse un máximo de 1,887 ua. Tiene una excentricidad de 0,050.

## Características físicas
1999 TK144 tiene una magnitud absoluta de 16,5.